# 라키테키움과
라키테키움과(Rhachitheciaceae)는 꼬리이끼목에 속하는 이끼과 중의 하나이다. 7개 속에 15종으로 이루어져 있다.

## 하위 속
- Hypnodontopsis - 3종
- Jonesiobryum - 3종
- Rhachitheciopsis - 유일종 R. tisserantii
- 라키테키움속 (Rhachithecium) - 4종
- Tisserantiella - 2종
- Ulea - 유일종 U. yesensis
- Uleastrum - 선주름이끼과로 분류하기도 함.
- Zanderia - 유일종 Z. octoblepharis